# Un dernier verre avant la guerre
Un dernier verre avant la guerre (titre original : A Drink Before the War) est le premier roman policier de l'écrivain américain Dennis Lehane paru en 1994. Ce roman introduit le couple de détectives Patrick Kenzie et Angela Gennaro que l'on retrouve deux ans plus tard dans Ténèbres, prenez-moi la main.
Traduit en français par Mona de Pracontal, le roman paraît chez Payot & Rivages, dans la collection Rivages/Thriller, en 1999.

## Résumé
Patrick Kenzie et Angela Gennaro, amis d'enfance, travaillent comme détectives privés, leur bureau installé dans le clocher d'une église de Boston. Un jour, d'importants politiciens viennent leur proposer une mission : retrouver une domestique qui se serait enfuie emportant avec elle des documents hautement sensibles. En suivant sa trace ils vont alors plonger dans le cœur sombre de Boston, où une guerre des gangs est sur le point d'exploser.

## Récompenses
Dennis Lehane reçoit en 1995 le prix prix Shamus pour un premier roman policier.